# سیف‌الدین مشد
علی بن عمر ترکمانی یاروقی شهرت‌یافته به لقب‌های سیف‌الدین مشد (مُشِد: مراقب عام) (۱۲۰۶ - ۱۲۵۸م) امیر، کاتب و شاعر مصری در سدهٔ هفتم هجری بود.  